# Camí a la llibertat (pel·lícula de 2010)
Camí a la llibertat (en anglès original, The Way Back) és una pel·lícula estatunidenca de 2010 dirigida per Peter Weir. Està inspirada en La llarga marxa (1955), un llibre de Sławomir Rawicz, un presoner de guerra polonès que va escapar d'un Gulag soviètic recorrent 4000 milles durant la Segona Guerra Mundial. El film va estar protagonitzat per Jim Sturgess, Colin Farrell, Ed Harris i Saoirse Ronan. Va ser nominada per al premi Oscar al millor maquillatge.
La història que s'explica tant en el llibre com en la pel·lícula, és molt similar al film alemany Fins a on els peus em portin (en alemany: Sota weit die Füßi tragen) de 2001 sobre un soldat alemany presoner de guerra que escapa d'un Gulag soviètic amb l'esperança de reunir-se amb la seva família; aquesta última pel·lícula és una adaptació del llibre de Josef Martin Bauer Tan lluny com els peus em portin de 1955.

## Argument
La pel·lícula comença amb Janusz (Jim Sturgess), un presoner de guerra polonès, que és interrogat per un oficial soviètic de la NKVD. Janusz es nega a admetre la seva culpabilitat. La seva esposa és portada a la sala contigua i obligada a fer una declaració de condemna contra Janusz. Janusz és condemnat a 20 anys en un gulag per suposat espionatge i sabotatge.
En el campament a Sibèria, Janusz coneix al Sr. Smith (Ed Harris), un enginyer esatunidenc, a un actor anomenat Khabarov (Mark Strong), a Valka (Colin Farrell), un endurit criminal rus, a Tomasz, un artista i el cuiner del grup, a Kazik, un polonès que sofreix de ceguesa nocturna, a Voss, un sacerdot de Letònia, i a Zoran, un comptable de Iugoslàvia. Khabarov confia a Janusz que ell té un pla per escapar. La ruta proposada per Khabarov va cap al sud de Mongòlia, passant pel llac Baikal. El Sr. Smith diu que Khabarov està fantasiant sobre el seu desig d'escapar amb la finalitat de millorar la seva pròpia moral, i que, en la seva opinió, és impossible escapar. Janusz manté la seva determinació.
Durant una forta tempesta de neu, Janusz decideix iniciar el pla de fuga. El Sr. Smith, Valka, Zoran, Voss, Tomasz i Kazik decideixen escapar amb ell. En la primera nit en la cerca de llenya, Kazik es perd a causa de la seva ceguesa nocturna i, finalment, mor de fred. El troben congelat l'endemà al matí, a pocs passos del campament, i és enterrat, però el grup celebra el fet que va morir sent un home lliure. No gaire temps després de sortir el grup es troba completament perdut. Janusz decideix buscar el llac per si mateix, i després de tres dies de cerca per l'estepa siberiana, aconsegueix veure el llac des de l'alt d'un penya-segat, i torna al campament, gairebé mort de cansament.
En arribar al llac Baikal es troben amb una jove, Irena (Saoirse Ronan), que els diu que es va escapar d'una granja polonesa i era originària d'un llogaret als afores de Varsòvia, on els seus pares van ser assassinats per soldats russos. Smith descobreix que això no pot ser cert, ja que Varsòvia estava ben dins de la zona d'ocupació alemanya i els russos mai van arribar a aquesta zona, però entén que la noia inventava una història per ocultar una tràgica experiència. Finalment, el grup arriba a la frontera rus mongola, però Valka decideix quedar-se en l'URSS, perquè, malgrat el seu empresonament, ell encara considera a Rússia com la seva pàtria, i a Stalin com un heroi.
El grup intenta arribar a Ulan Bator, però aviat arriben a un gran arc sobre el camí a la ciutat amb imatges de Stalin i una estrella vermella, la qual cosa implica que Mongòlia és ara un estat comunista, i no estarien segurs. A causa de la guerra de la veïna Xina, decideixen que el lloc més proper per estar fora de perill és l'Índia, i així continuen cap al sud, a través del desert de Gobi.
En creuar el desert, el grup cada vegada pateix deshidratació; per sort, descobreixen un pou. Es proveeixen amb tota l'aigua que poden portar i segueixen, però es produeix una tempesta de sorra i perden molta aigua. Creuant el desert l'aigua s'esgota i el grup comença a afeblir-se; sofreixen butllofes i insolacions. Irena s'esfondra en repetides ocasions i finalment mor en els braços de Smith. Els altres cinc segueixen caminant, fins que Tomasz mor i Smith perd les ganes de viure. L'endemà troben un petit corrent d'aigua que els salva de la deshidratació.
Al final aconsegueixen arribat a l'Himàlaia. Mentre descansen sobre una roca es troben amb un sherpa que els guia a un monestir proper. Allí recuperen forces, però els monjos els expliquen que a causa del fort hivern no poden arribar a l'Índia de manera segura fins a la primavera. Smith decideix seguir fins a Lhasa, on hi ha una missió militar esatunidenca que li permetrà tornar als Estats Units, dient als altres que ja han aconseguit la llibertat. Malgrat l'advertiment de neu inestable que fa la marxa difícil, Janusz insisteix a continuar el viatge. Aviat, continuen per la serralada de l'Himàlaia fins a arribar a la frontera amb l'Índia, on els vilatans els donen una càlida benvinguda.
La pel·lícula acaba amb Janusz reflexionant i caminant fins que aconsegueix tornar a casa amb la seva esposa, a Polònia. Això és seguit per un muntatge amb el pas del temps, d'esdeveniments de la política comunista a Europa central i oriental i la seva davallada. L'escena final mostra com Janusz i la seva dona es retroben finalment el 1989.

## Repartiment
- Jim Sturgess com a Janusz Wieszczek, un jove pres polonès.
- Colin Farrell com a Valka, un pres rus de caràcter difícil.
- Ed Harris com al Sr. Smith, un pres esatunidenc.
- Saoirse Ronan com a Irena Zielińska, una òrfena adolescent polonesa
- Mark Strong com a Andrei Timofeyevich Khabarov.
- Dragoș Bucur com a Zoran.
- Gustaf Skarsgård com a Andrejs Voss.
- Alexandru Potocean com a Tomasz Horodinsky.
- Sebastian Urzendowsky com a Kazik.

## Producció

### Antecedents
La pel·lícula es basa en The Long Walk (La llarga marxa), un llibre de Slawomir Rawicz, que descriu la seva fugida d'un gulag siberià i el recorregut de 4000 milles (6430 km) a peu fins al Nepal (l'Índia en el film). El llibre va vendre unes 500.000 còpies i ha servit d'inspiració a molts exploradors. En 2006 la BBC va descobrir registres (incloent alguns escrits per Rawicz) que van mostrar que, en lloc d'haver escapat del gulag el 1942, havia estat posat en llibertat per la URSS. Al maig de 2009 Witold Glinski, un veterà polonès de la Segona Guerra Mundial que vivia en el Regne Unit, va reclamar que la història de Rawicz era certa, però que en realitat aquests fets li havien ocorregut a ell, i no a Rawicz. A més, el 1942 es creu que un altre grup de fugitius d'un gulag siberià van arribar al Nepal.
Amb el dubte que aquesta particular 'caminada' realment s'hagués dut a terme durant la Segona Guerra Mundial, molts altres polonesos van emprendre viatges difícils per tractar d'abandonar la Unió Soviètica. Els relats de les seves escapades es poden trobar en els arxius de l'Institut Polonès i el Museu de Sikorski a Londres, Anglaterra, i en l'Institut Hoover, la Universitat Stanford, a Califòrnia. A més, diverses autobiografies de fugitius relativament verificables i creïbles han estat publicats en anglès, per exemple, Shallow Greus in Sibèria (Tombes poc profundes a Sibèria), de Michael Krupa. Hi ha evidència que es van dur a terme algunes caminades cap a la llibertat, utilitzant les rutes que s'assenyalen en el llibre i en la pel·lícula. El capità Rupert Mayne, un oficial de la intel·ligència britànica a Calcuta el 1942, va entrevistar a tres homes esquelètics que van declarar haver escapat de Sibèria. Mayne sempre va creure que aquesta història era la mateixa que la narrada en The Long Walk. D'aquesta forma, es creu que aquesta caminada extraordinària va poder ser real. Encara que el director Peter Weir assegura que aquest viatge a peu va succeir, descriu The Way Back com "essencialment una pel·lícula de ficció".
El rodatge de The Way Back es va dur a terme a Bulgària, el Marroc i Índia.

## Recepció
La pel·lícula va rebre crítiques en general positives. En el lloc web de Rotten Tomatoes s'informa que el 74 % dels crítics van donar a la pel·lícula una crítica positiva sobre la base de 137 comentaris, amb una mitjana de 6,8/10. El consens va indicar: "No involucra tant emocionalment com hauria de ser, però aquesta èpica pel·lícula de Peter Weir ofereix bones actuacions, amb un gran espectacle visual". La crítica de la revista Empire va qualificar la pel·lícula amb tres de cinc estrelles i va dir: "És una bona pel·lícula, però d'aquest director s'esperava més". The Guardian la qualificà amb tres de cinc i va dir que "Weir ha aconseguit una bona pel·lícula; no obstant això, tenint en compte la seva magnitud, se sent que podria haver estat molt més". The Telegraph va afirmar que la pel·lícula "és un viatge en què s'aprecia el sofriment i l'heroic i insondable dels personatges, i que vols tornar a veure".
Fou emesa en català per TV3 per primer cop el 10 de maig de 2019.